# リヴィウ市庁舎
リヴィウ市庁舎（ウクライナ語: Львівська ратуша、リヴィウスカ・ラトゥシャ）は、ウクライナのリヴィウ中心部、リノック広場1番地に位置する行政庁舎である。創設以来、リヴィウの中央市政機関の所在地であり、現在はリヴィウ市議会の庁舎として使用されている。ユネスコ世界遺産「リヴィウ歴史地区」の一部であり、国家重要文化財に指定されている。現在の市庁舎の塔は高さ65メートルで、ウクライナ国内の市庁舎塔としては最高である。

## 歴史

### 初期の市庁舎
リヴィウ市庁舎の起源は、マクデブルク法に基づく都市自治の確立とともに遡る。歴史家フランツィシェク・ヤヴォルスキによれば、ルーシ王国時代に市庁舎は存在せず、カジミール3世が1356年にマクデブルク法を承認した際に礎石が置かれた可能性があるが、確たる記録はない。最新の研究では、リヴィウの市中心部は13世紀後半に計画され、ラテン大聖堂 (リヴィウ)は1380年代に建設開始とされる。
最初の市庁舎は、ヴワディスワフ・オポルスキ（1372年–1378年にガリツィアを統治）が建設したとされ、木造だった可能性が高い。1381年の火災で焼失したが、1382年には再建された記録がある。初期の市庁舎は、ドイツのマクデブルク法都市に典型的な構造（交易ホール、議事堂、地下酒蔵）を持ち、1404年に最初の時計が設置された。
15世紀末、拡張工事のため西側部分と塔が解体され、1489年8月10日にヤン1世オルブラフトの臨席で礎石が置かれた。建築家ハンス・シュテーヒャーが塔の建設を主導し、1504年に新時計が設置されて完成した。

### 火災と再建
1527年のリヴィウ大火では市庁舎は全焼を免れたが大きな被害を受け、1532年に修復が行われた。1571年の火災後、再び修復が必要となった。1617年、マルティン・カンピアン市長の主導で八角形の新塔が建設され、アンドレアス・ベメールらの彫刻で装飾された。
1826年7月14日、老朽化した塔の基礎崩壊により倒壊し、複数の死傷者が出た。

### 現在の市庁舎
新市庁舎の礎石は1827年10月21日に置かれ、ラテン大聖堂 (リヴィウ)での儀式後、アンジェイ・アンクヴィチ大司教が祝福した。建設は1827年から1835年まで、ヨゼフ・マルクルとフランツ・トレシェルの設計（一部資料ではヨゼフ・ヴォンドラシュカやユーリ・グウォゴフスキが関与）で行われ、費用は80万金リンスキだった。
新市庁舎はレンガ造りの4階建てで、内部に中庭を持ち、クラシシズム様式で設計された。塔には時計が設置され、広場を一望する展望台がある。現代の美術史家ドミトロ・ステポヴィクは、控えめな装飾が周辺の歴史的建造物と調和し、建物が広場を「組織する」と評価するが、ヴォロディミル・オフシイチュクは「冷淡な官庁建築」と批判する。
1848年11月2日、1848年革命の混乱でオーストリア軍の砲撃を受け、塔のドームと時計が焼失。1851年、ヨハン・ザルツマンの設計で修復され、ドームは鋸歯状の装飾に変更された。

### 20世紀以降
1939年以降、リヴィウ市庁舎はリヴィウ市議会の庁舎として使用されている。1944年、ウクライナ蜂起軍と国内軍が市を掌握しようとした際、一時的にポーランド国旗が掲揚された。
1970年（または1977年）、1890年のリヴィウ初のメーデー記念碑がファサードに設置された。彫刻家ミコラ・ポシキラによるブロンズ製の碑である。
2018年、ウクライナ独立27周年を記念し、「スヴィト・ベズペキ・タ・コンフォルト」と「リフトフォルム」社による建築照明が施された。

## 市庁舎の時計
リヴィウ市庁舎の時計は1404年に初記録され、都市初の時計とされる。1491年の改築で、ヴァレンティン・フェルテン製作の1.1トンの鐘が設置された。1504年、修道士グリゴリイが自動時計を製作し、画家ヤンが装飾を施した。
1836年、ウィーン工科大学製の時計が設置されたが、1848年の火災で焼失。1851年、ウィーンの「ヴィルヘルム・シュティール」社製の機械式時計が設置され、現在も稼働中である。この時計はヨーロッパで数少ない機械式塔時計の一つで、重量2.5トン、文字盤直径2.7メートル、時針長2.15メートルである。

## リヴィウのトランペッター
15世紀から20世紀まで、市庁舎の塔ではリヴィウのトランペッターが常駐し、時刻の通知、祝祭の演奏、敵襲や火災の警報を担当した。2011年、この伝統が復活し、現在も市庁舎中庭でトランペッターの演奏がイベント（例：アンティーク市）で聞かれる。

## ギャラリー

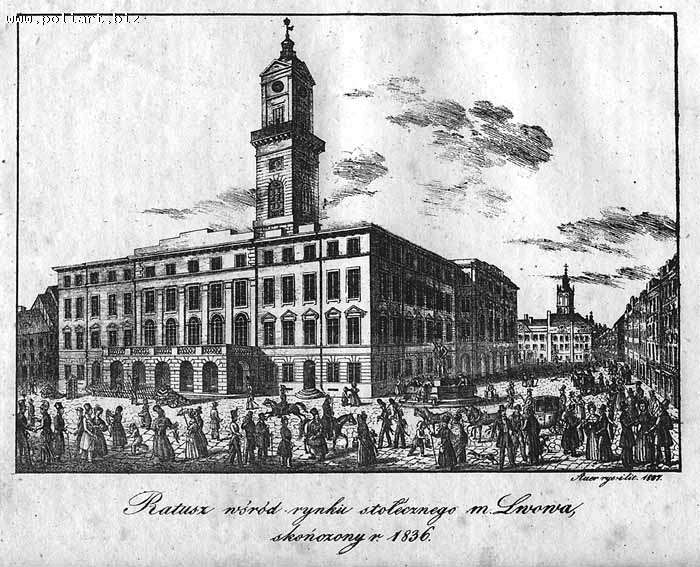
カロル・アウアー、市庁舎（1836年）
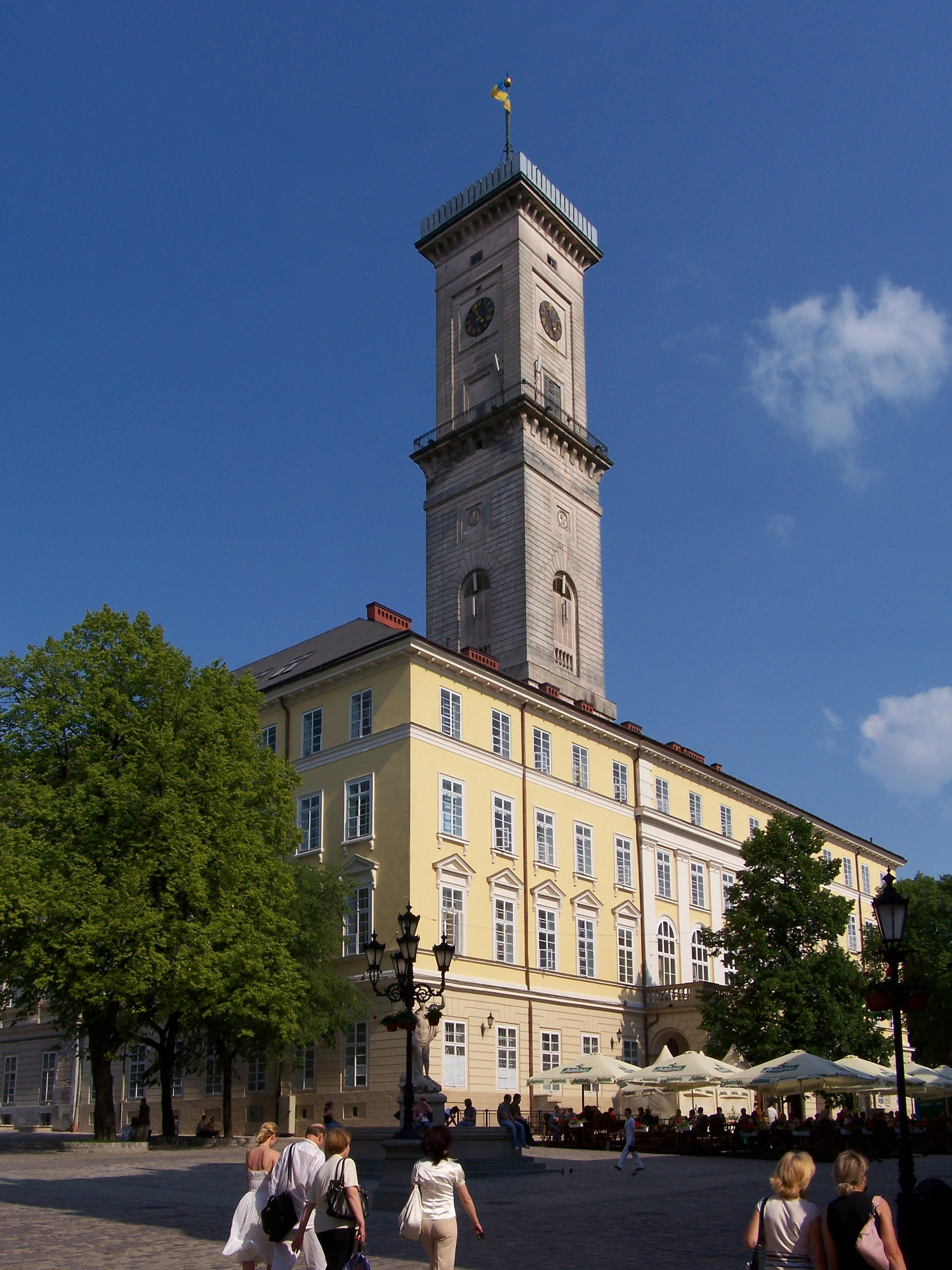
市庁舎全景
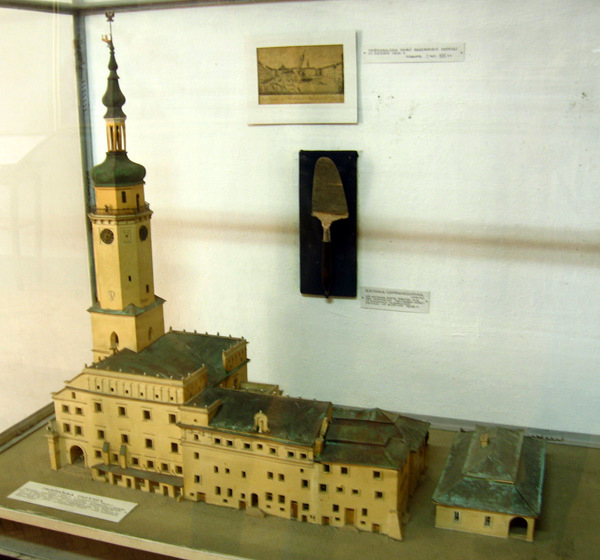
1827年当初設計の再現模型
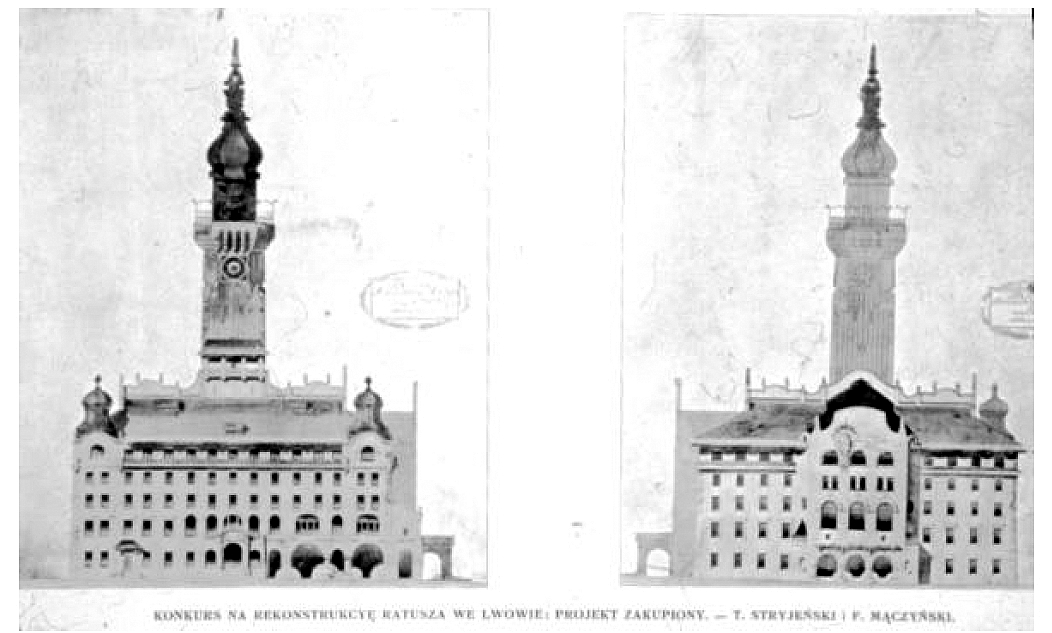
フランツィシェク・モンチンスキ（ウクライナ語版）とタデウシュ・ストリイェンスキ（ウクライナ語版）による1907年の未実現改修案
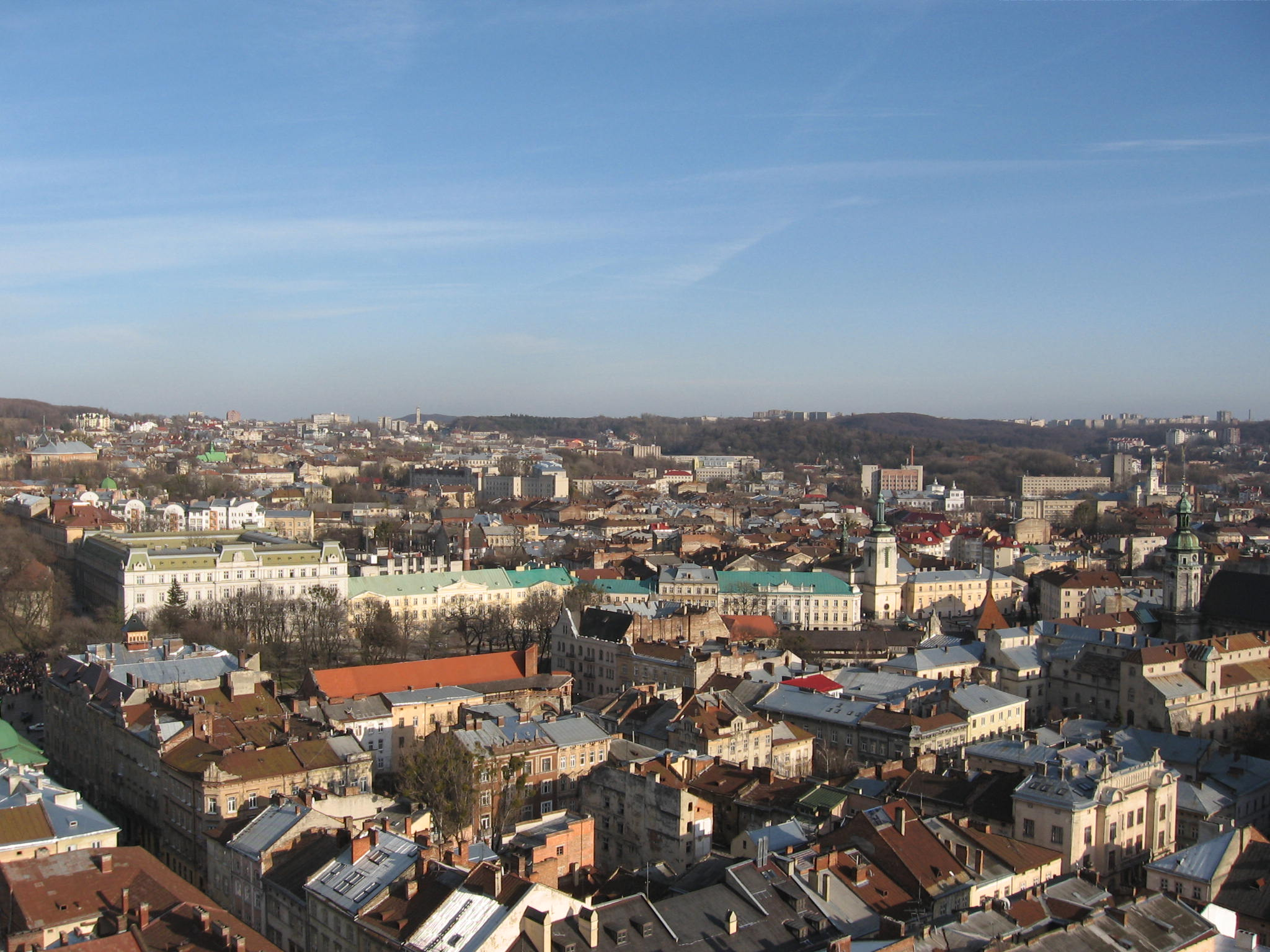
展望台からのリヴィウ東部
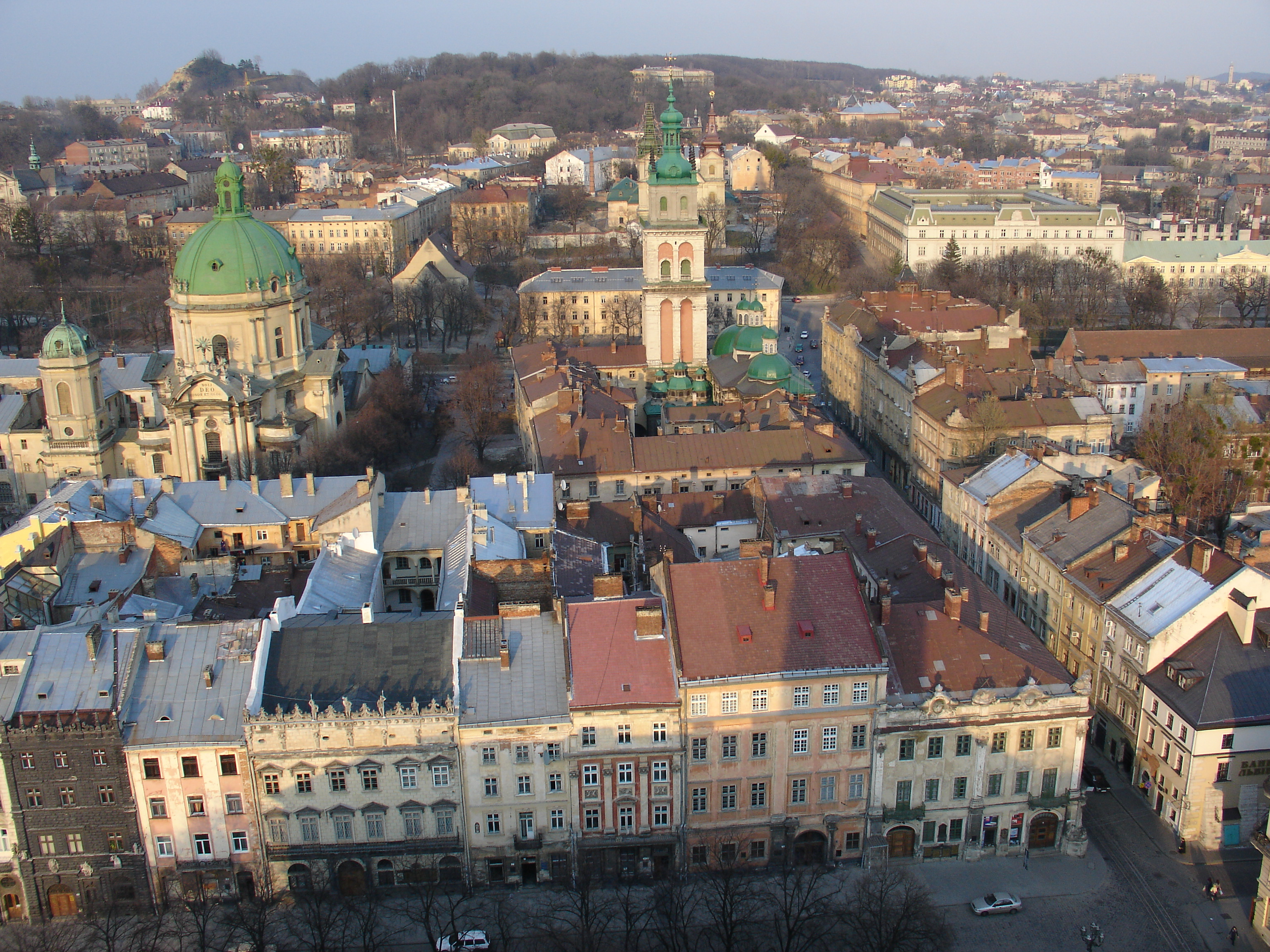
塔からの市庁舎の影
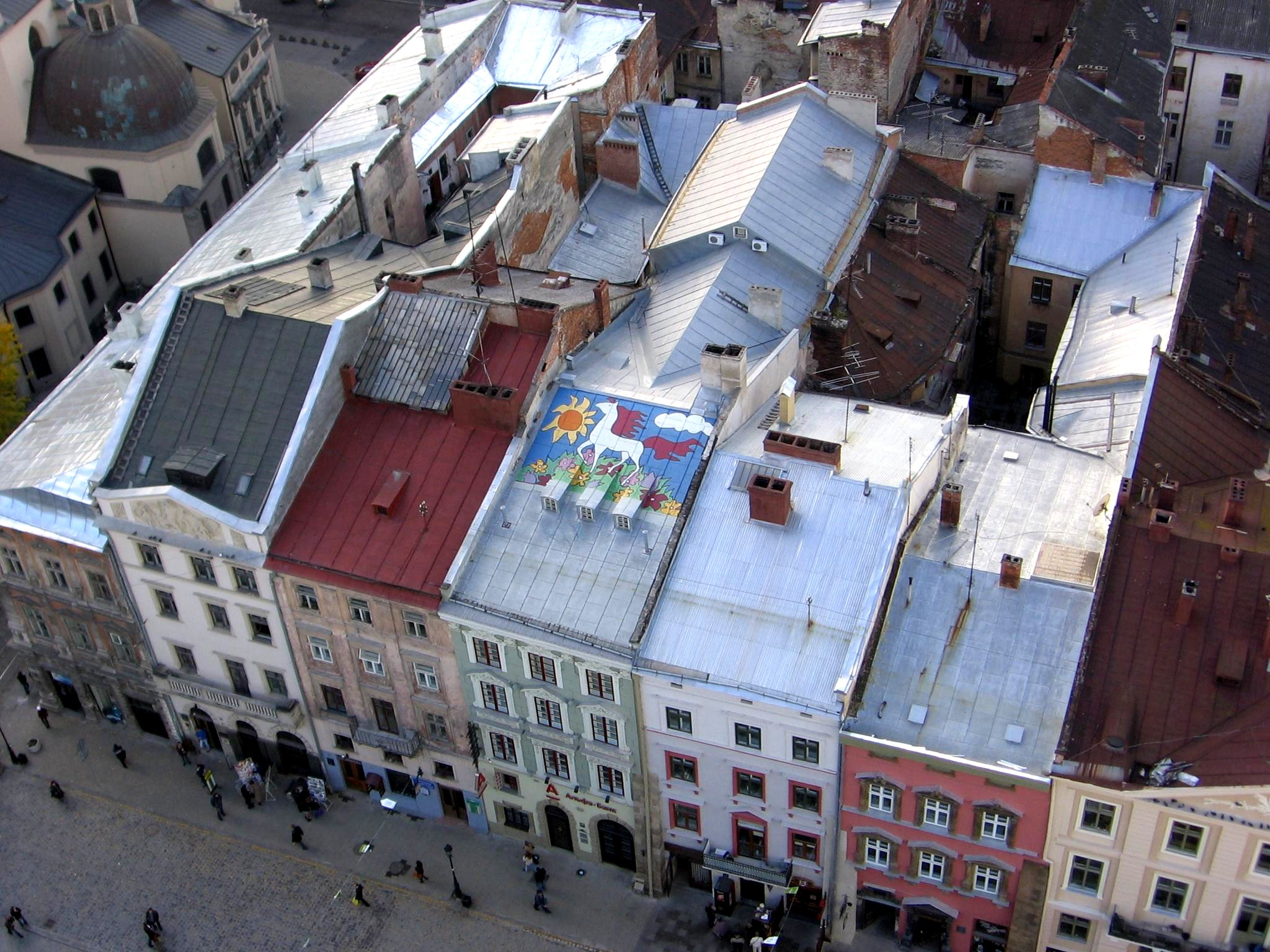
市場広場西側の眺望
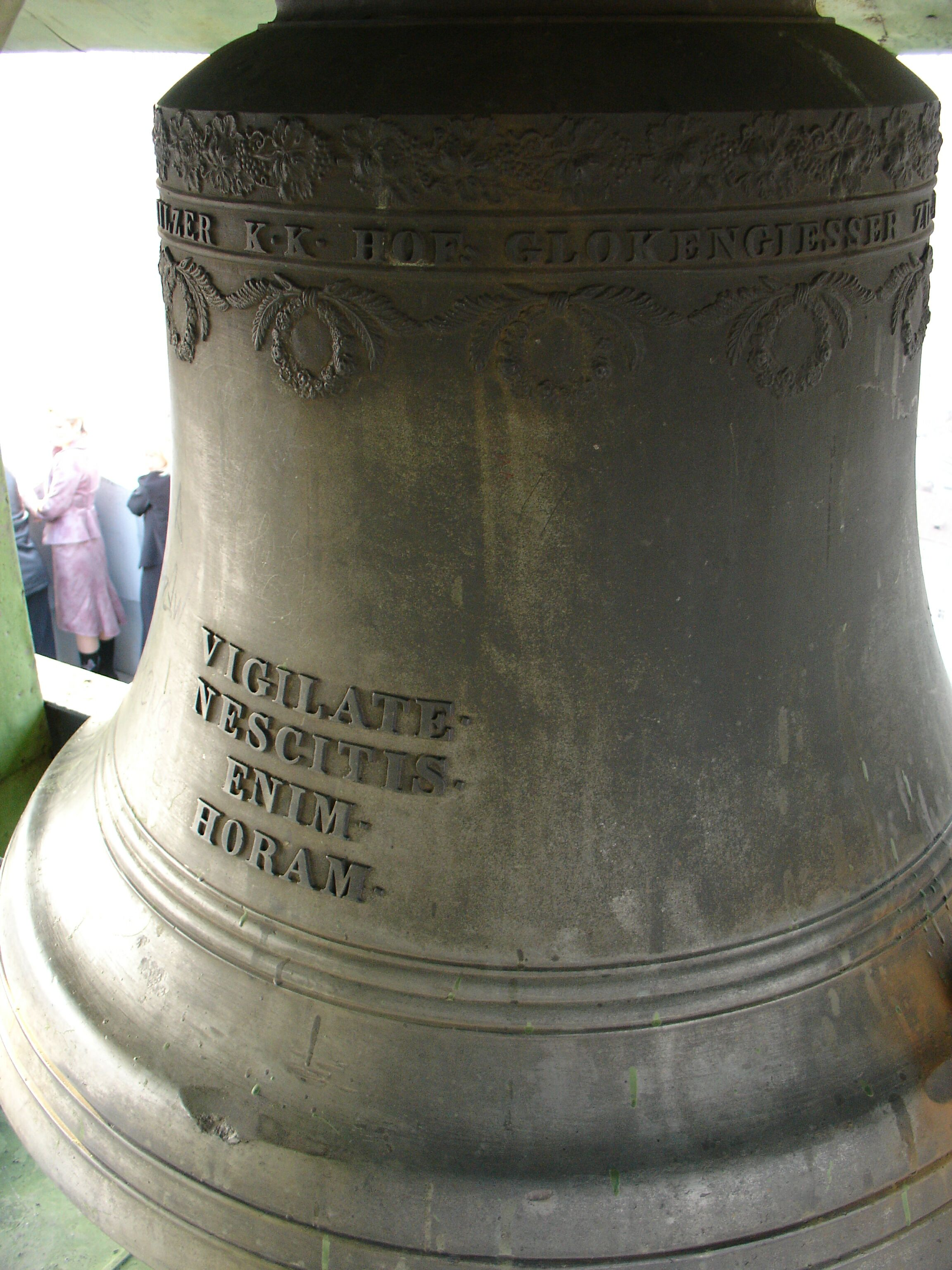
市庁舎の主鐘（銘：ラテン語で「目を覚ましていなさい、時を知らないから」）